# Malamocco
Malamocco (Małamoco in veneto) è un quartiere del comune di Venezia situato nella parte meridionale dell'isola del Lido, di cui è parte integrante e alla cui municipalità appartiene. Con una popolazione di 1 618 abitanti, Malamocco è l'erede dell'antica Metamaucum ed è stato un comune autonomo fino al 1883.

## Descrizione
È circondata da uno stretto canale, residuo dell'antico porto che qui si trovava, che la separa dal resto del Lido, con cui tuttavia costituisce un tutt'uno di fatto. L'abitato dà inoltre il nome all'attuale bocca di porto, situata alcuni chilometri più a sud e nota anche come porto degli Alberoni, principale ingresso dei mercantili diretti alle banchine di Marghera e al Porto di San Leonardo. Malamocco ha tre piazze: piazza Maggiore, campo della Chiesa, piazza delle Erbe. I confini del borgo sono da un lato il mare su spiaggia libera con gli scogli dei Murazzi e, dalla parte opposta, la laguna.

## Origini del nome
Il toponimo è citato per la prima volta nel Pactum Lotharii dell'840 come Madamaucum; nel secolo successivo sono invece attestate le forme Metamaucus e Mathemauco.
Una prima ipotesi sulla sua origine fu formulata da Vittorio Bellemo, che lo fece derivare dal greco μετὰ Μεδόα. Più verosimili sono le conclusioni di Dante Olivieri, che lo avvicina a Maior Meduacus (l'attuale Brenta, che sfociava presso la località), da cui Mamedòc-, Mademòc- e, infine, Malamocco.

## Storia

### L'antica Metamauco

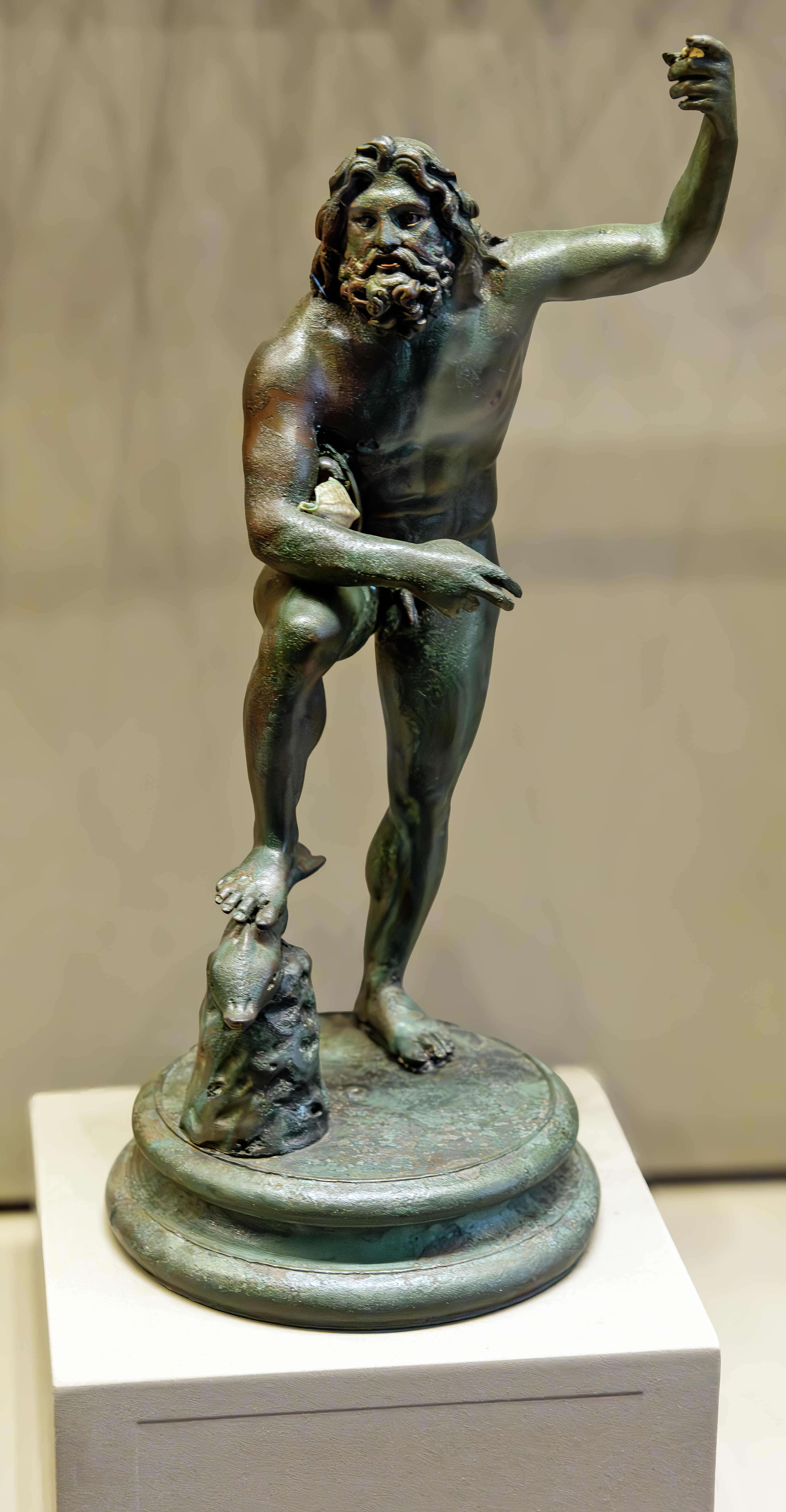
Poseidone, Venezia, Museo archeologico. Il bronzetto di produzione romana, databile al I secolo, è stato rinvenuto nel 1963 nella laguna di Venezia.

Malamocco è uno degli insediamenti più antichi della Laguna di Venezia e affonda le proprie radici nell'epoca romana. In questo periodo rappresentava il porto di Padova, cui era direttamente collegata, trovandosi sulle foci del Medoacus Maior (da cui il toponimo), l'attuale Brenta. È probabile che la località fosse facilmente raggiungibile anche da altri importanti centri, quali Ravenna, Altino e Aquileia, grazie al transito della via Popilia.
Successivamente Malamocco vide aumentare la sua popolazione, grazie al riversamento di numerosi profughi (principalmente trevigiani e padovani) in fuga dalle invasioni barbariche, in particolare dagli Unni di Attila e, più tardi, dai Longobardi di Agilulfo. Acquisì dunque una notevole importanza, tanto da essere elevata a sede vescovile (VII secolo) e a capitale del Ducato di Venezia (VIII-IX secolo). Quest'ultimo ruolo venne meno quando, in seguito all'attacco dei Franchi di Pipino (810), il doge Angelo Partecipazio decise di trasferire il governo sulle più sicure isole realtine.
La leggenda narra come l'antica Metamauco fosse localizzata in posizione più esterna dall'attuale Malamocco, ponendosi verso il mare. Sussistono ancora dicerie locali secondo le quali, nei giorni di mare calmo, è possibile scorgere le rovine della città che, sempre la tradizione, vorrebbe distrutta da un devastante maremoto. In realtà è molto più probabile che il porto di Metamauco non fosse rivolto al mare, ma alla Laguna; cosa confermata da Giovanni Diacono, ma anche dall'impossibilità, nell'VIII secolo, di reperire il pietrame necessario all'erezione di efficaci opere protettive, come dighe e banchine. Per quanto riguarda la decadenza della città, essa non fu causata da un grande evento catastrofico, ma dalla continua erosione dell'isola, causata dalle correnti dell'adiacente canale di Poveglia. Ciò non esclude che il fenomeno possa essere stato accelerato, per esempio, da una violenta mareggiata.
In ogni caso, all'inizio del XII secolo la decadenza di Metamauco era ormai al culmine: nel 1108 il priorato di San Cipriano fu trasferito a Murano; nel 1109 le monache dei Santi Leone e Basso passarono a San Servolo. Il culmine fu raggiunto tra il 1107 e il 1110 con il trasferimento della sede diocesana a Chioggia (dove sussiste tuttora).

### La nuova Malamocco

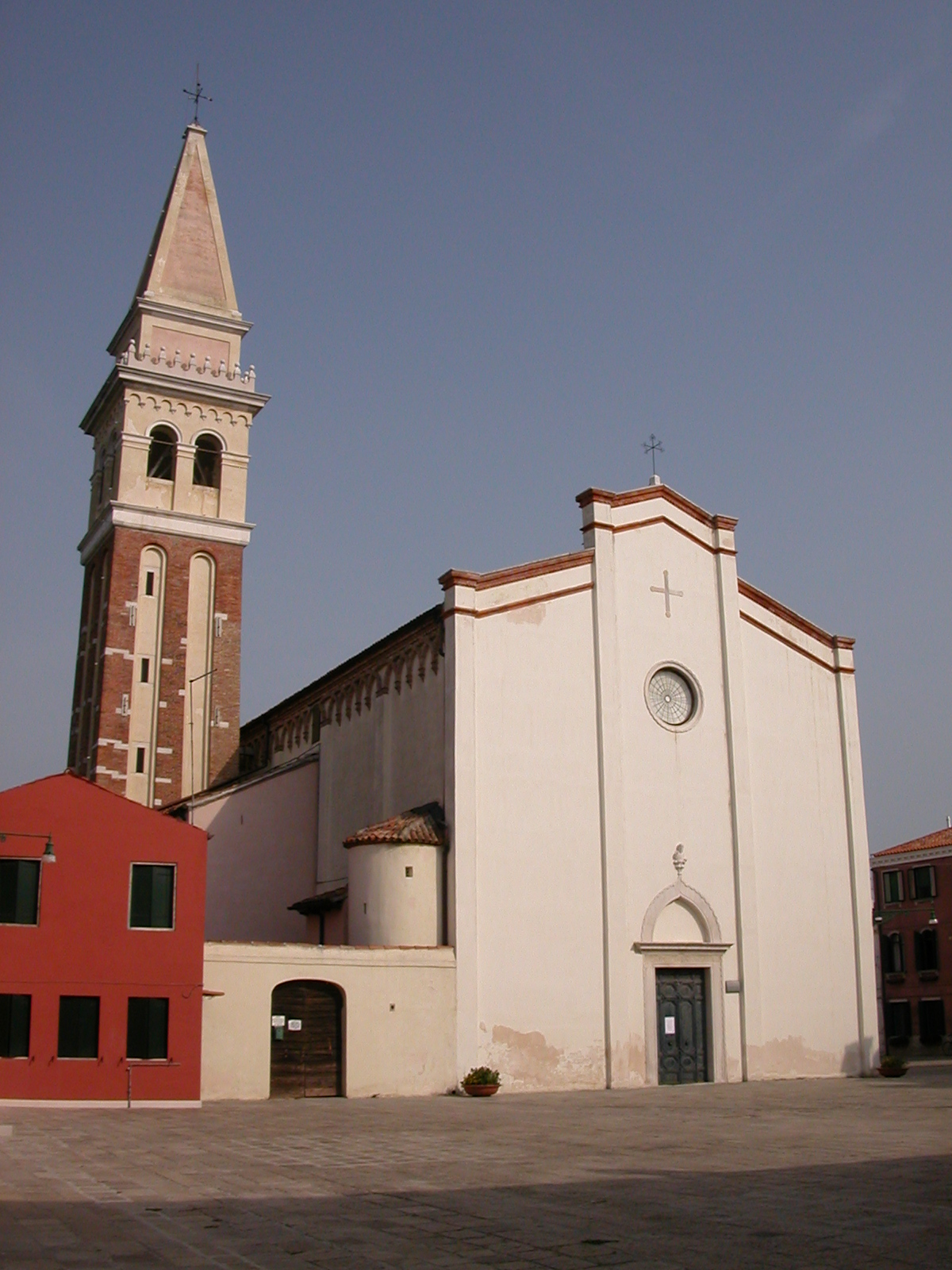
La chiesa di Santa Maria Assunta

Sin dal 1107 si ha notizia dell'esistenza di un Novo Metamauco, corrispondente proprio all'odierna Malamocco. Pur mantenendo numerosi privilegi in virtù del suo passato di città ducale, divenne centro sempre più periferico, retto, assieme alla vicina Poveglia, da un podestà.
Dal 1339 fino alla caduta della Repubblica di Venezia (1797) la massima autorità locale fu un podestà, che guidava un consiglio di famiglie scelte, le quali avevano diritto alla nomina agli uffici interni.
Tra il 1379 ed il 1381 fu infine coinvolta nelle opere difensive di Venezia durante la Guerra di Chioggia.
Qui nacque nel 1608 il marinaio Pietro Cesare Alberti, considerato il primo italo-americano della storia. Nel Battery Park di New York vi è una targa che ricorda l'evento.
Divenne frazione di Venezia nel 1811. Dal 1816, Malamocco fu un comune autonomo il cui territorio si estendeva sull'intera isola del Lido, della quale era il centro più popoloso. Il 20 novembre 1866 passò sotto il Regno d'Italia con l'annessione delle province di Venezia e Mantova. A seguito del regio decreto n. 1178 del 18 gennaio 1883, il suo territorio venne annesso al Comune di Venezia, nonostante l'opposizione dell'ultimo sindaco di Malamocco, Orsmida Rosada (1827–1910).
L'acqua alta a Malamocco è stata per secoli un problema e l'alluvione del 1966 fece cedere una parte dei Murazzi, seminando il panico. Dal 1992, grazie agli interventi del Consorzio Venezia Nuova, il fenomeno dell'acqua alta è stato eliminato.
Negli anni 70 venne qui a vivere il disegnatore Hugo Pratt, che creò il gruppo di fumettisti di Malamocco, del quale facevano parte Lele Vianello e Guido Fuga. Diverse avventure di Corto Maltese hanno come sfondo le piazze ed i locali di Malamocco.
Negli ultimi anni si è provveduto ad un notevole recupero del borgo, sia dal punto di vista conservativo, che dal punto di vista della difesa dalle acque alte. Infatti l'intero abitato, particolarmente esposto al fenomeno dell'alta marea, è stato isolato dalle acque della laguna da una cinta sotterranea di palancole ed il flusso di marea dei canali, che lo attraversano, regolamentato, con ottimi risultati, da tre piccoli "miniMose", che vengono sollevati in caso di necessità per impedire all'acqua di invadere i punti più bassi delle vie e delle abitazioni prospicienti.
Nel 2018 papa Francesco ristabilì la sede vescovile di Malamocco come sede titolare.

## Geologia
Per secoli gli storici si sono chiesti dove sia finita l'antica Metamauco, distrutta (o inabissata) dopo il maremoto del 1110. Alcuni storici ipotizzano che una accentuata subsidenza, accompagnata da eccezionali alte maree, abbia sommerso la città. Alcuni ipotizzano che essa fosse situata dalla parte del mare Adriatico; invece secondo altri essa era all'interno della laguna: i pescatori sostenevano che le loro reti si impigliavano nei resti dell'antica capitale o nella punta dell'antico campanile. Altri studiosi ritengono che Metamauco, in realtà, sia sotto la Nuova Malamocco odierna.
Altri ricercatori hanno rinvenuto nel fondo lagunare, vicino all'Ottagono abbandonato, un'area con resti di complesse costruzioni murarie, che sembra possano essere strutture portuali di epoca romana; di conseguenza, potrebbe trattarsi dell'antico porto collegato a Padova attraverso l'antico fiume Brenta, chiamato Medoaco. Se così fosse, l'antica capitale potrebbe esser stata situata tra la zona di Ca' Bianca e la zona delle Terre Perse, dove oggi vi è il piazzale La Fontaine.

## Monumenti e luoghi d'interesse
- Chiesa parrocchiale di Santa Maria Assunta, del secolo XII e rimaneggiata nei secoli XIV e XVI;
- Palazzo del Podestà (o Palazzo Pretorio), edificio del XV secolo che si affaccia sul campo della Chiesa, diventato successivamente sede del Comune. Al suo interno sono esposti reperti archeologici e oggetti in ceramica datati dal XIII al XV secolo
- Forte Malamocco, costruito dagli austriaci prima del 1847. Dal 1924 venne adibito a sanatorio.[11] Attualmente rimangono solo le mura difensive esterne e il fossato che lo circonda.

## Geografia antropica
A seconda dell'anno di costruzione, Malamocco è composta dal borgo antico e dalle località Bassanello, Stanga e Canadà.